# Katori
Katori (香取市, Katori-shi) est une ville située dans la préfecture de Chiba, au Japon.

## Géographie

### Situation
Katori est située dans le nord-est de la préfecture de Chiba.

### Démographie
En août 2021, la population de la ville de Katori était de 73 352 habitants répartis sur une superficie de 262,35 km2.

### Hydrographie
La ville est traversée par le fleuve Tone au nord.

## Histoire
La ville de Katori a été créée en 2006, de la fusion de l'ancienne ville de Sawara avec les anciens bourgs de Kurimoto, Omigawa et Yamada du district de Katori.

## Culture locale et patrimoine
- Katori-jingū
- Kanpuku-ji

## Transports
La ville est desservie par les lignes Narita et Kashima de la JR East. La gare de Sawara est la principale gare de la ville.